# Дитрих V фон Мандершайд
Дитрих V фон Мандершайд (на немски: Dietrich V von Manderscheid; * 30 март 1508 в Керпен; † 22 април 1560 в Шлайден) е граф на Мандершайд-Бланкенхайм, господар на Шлайден (1551 – 1560), Вирнебург, Зафенбург, Кроненбург-Нойербург.
Той е син на граф Дитрих IV фон Мандершайд-Шлайден-Кроненбург (1481 – 1551) и първата му съпруга Маргарета фон Зомбрефе, фрау фон Керпен (1489 – 1518), вдовица на Хайнрих II, господар на Райхенщайн, цу Керпен-Рекхайм († 1506), дъщеря на Фридрих I фон Зомбрефе, господар на Керпен, Грандлец, Томбург-Ландскрон († 1488/1489) и Елизабет фон Нойенар († 1484). Баща му се жени втори път 1533 г. за Елизабет де Ньофшател (1485 – 1553), вдовица на граф Феликс фон Верденберг, ректор на университета във Фрайбург († 1530). Брат е на Франц фон Мандершайд, господар на Керпен, Рекхайм-Каселбург (* 24 януари 1514; † между 17 май 1548 – 2 септември 1549).
Дитрих V умира на 22 април 1560 г. в Шлайден на 52 години.

## Фамилия
Дитрих V се жени на 3 февруари 1532 г. (1534) за графиня Ерика фон Валдек-Айзенберг (* 19 март 1511; † 8 октомври 1560 в Шлайден), вдовица на граф Еберхард IV фон Марк-Аренберг († 1531), дъщеря на граф Филип III фон Валдек (1485 – 1539) и първата му съпруга Аделхайд фон Хоя († 1513/1515). Те имат 12 деца:
- Катарина фон Мандершайд († 12 февруари 1594), омъжена за граф Филип фон дер Марк, господар на Лумен-Зерайнг (1548 – 1613
- Дитрих VI фон Мандершайд (* 1538; † 1 март 1593), граф на Мандершайд-Керпен-Вертхайм (1560 – 1566), женен на 24 април 1560 г. за Маргарета Елизабет фон Щолберг (ок. 1545 – 1612)
- Йоахим фон Мандершайд-Шлайден (* ок. 1540; † 9 септември 1582), граф на Мандершайд-Нойербург-Вирнебург (1566 – 1582), господар на Меерфелд-Бетенфелд, губернатор на Люксембург, женен на 9 септември 1566 г. за графиня Магдалена фон Насау-Висбаден-Идщайн (1546 – 1604), дъщеря на Адолф IV фон Насау-Висбаден-Идщайн (1518 – 1556)
- Ерика фон Мандершайд († 23 декември 1587), омъжена I. на 22 август 1563 г. в Гренцау за Йохан фон Изенбург-Гренцау, господар на Изенбург († 1565), II. на 23 май 1570 г. за генерал Вилхелм фон Бронкхорст, господар на Батенбург-Щайн († 1573), III. пр. 30 ноември 1584 г. за Вилиам Стуарт, комендатор на Питенвеем († 1605)
- Маргарета († 1588), омъжена за Ландолф фон Еншнинген († 1589)
- Анна († 2 юни 1581)
- Йохан Дитрих († ок. 1540)
- Улрих († ок. 1545)
- Херман (1536 – 1554)
- Дитрих (1537 – 1537, 1550)
- Куно († 1573)
- Херман († 1561)